# Limours (doyenné)
Pour la commune, voir Limours.
Le secteur pastoral de Limours est une circonscription administrative de l'église catholique de France, subdivision du diocèse d'Évry-Corbeil-Essonnes.

## Histoire
Le synode diocésain de 1987 a modifié le statut du doyenné en secteur pastoral.

## Organisation
Le secteur pastoral de Limours est rattaché au diocèse d'Évry-Corbeil-Essonnes, à l'archidiocèse de Paris et à la province ecclésiastique de Paris. Il est situé dans le vicariat Sud-Ouest et la zone verte du diocèse.

### Paroisses suffragantes
Le siège du doyenné est fixé à Limours. Le secteur pastoral de Limours regroupe les paroisses des communes de:
- Angervilliers,
- Bonnelles (Yvelines),
- Boullay-les-Troux,
- Briis-sous-Forges,
- Courson-Monteloup,
- Fontenay-lès-Briis,
- Forges-les-Bains,
- Gometz-la-Ville,
- Gometz-le-Châtel,
- Janvry,
- Les Molières,
- Limours,
- Pecqueuse,
- Saint-Jean-de-Beauregard,
- Saint-Maurice-Montcouronne,
- Vaugrigneuse.

### Prêtres responsables
| Période                                  | Période  | Identité         | Fonction précédente | Observation |
| ---------------------------------------- | -------- | ---------------- | ------------------- | ----------- |
| ?                                        | en cours | Christian Rémond |                     | -           |
| Les données manquantes sont à compléter. |          |                  |                     |             |

### Publications
Le secteur édite un journal intitulé « Au fil de la vie ».

## Patrimoine religieux remarquable
- Église Saint-Denis à Briis-sous-Forges ;
- Église Saint-Clair à Gometz-le-Châtel ;
- Église Saint-Pierre à Limours.
- Église Notre-Dame-de-l'Assomption-de-la-Très-Sainte-Vierge à Forges-les-Bains

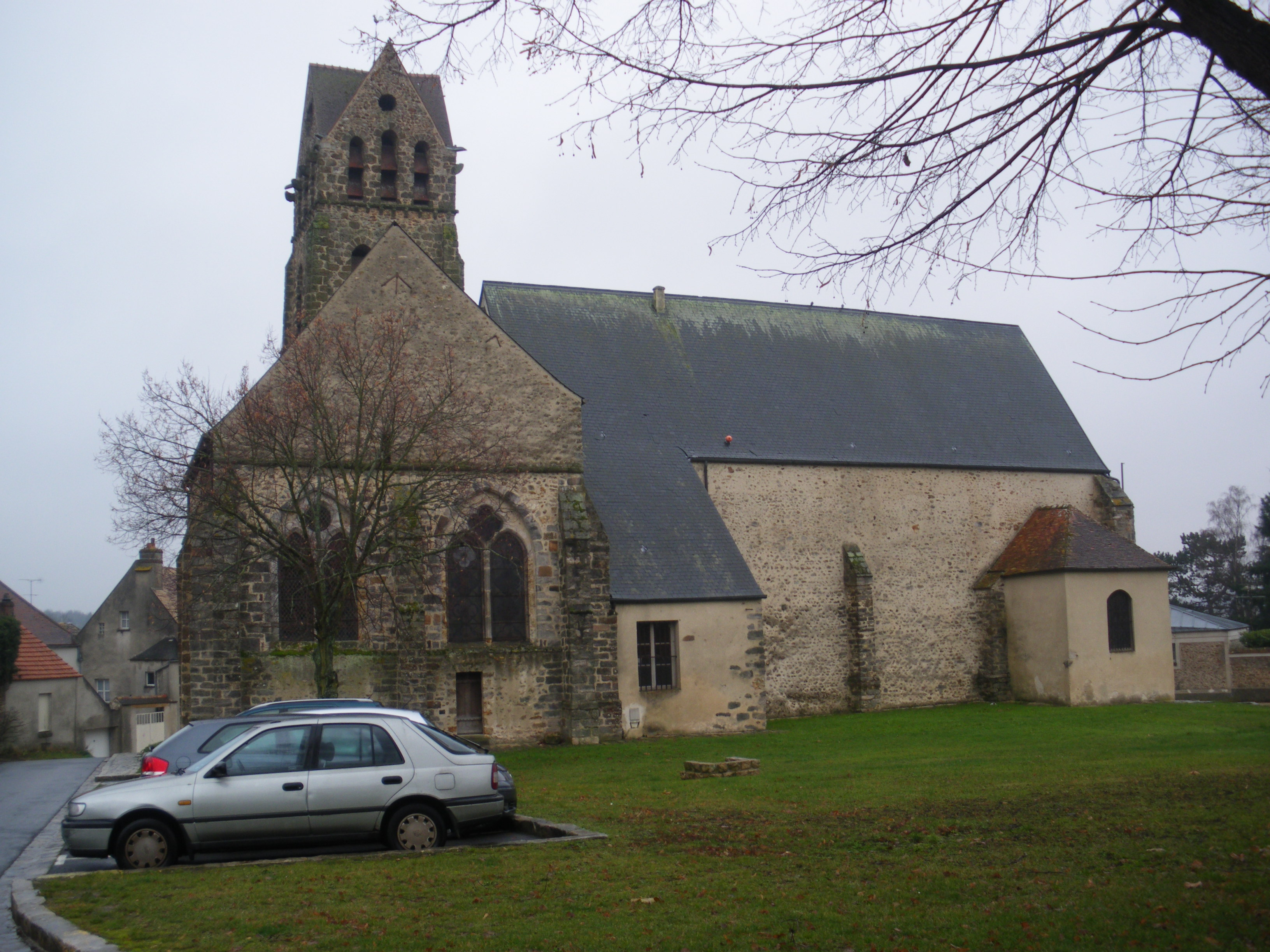
L'église Saint-Denis de Briis-sous-Forges.
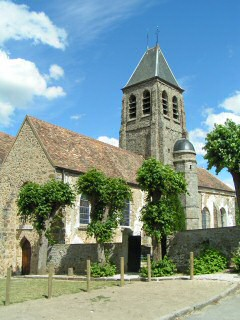
L'église Saint-Clair de Gometz-le-Châtel.
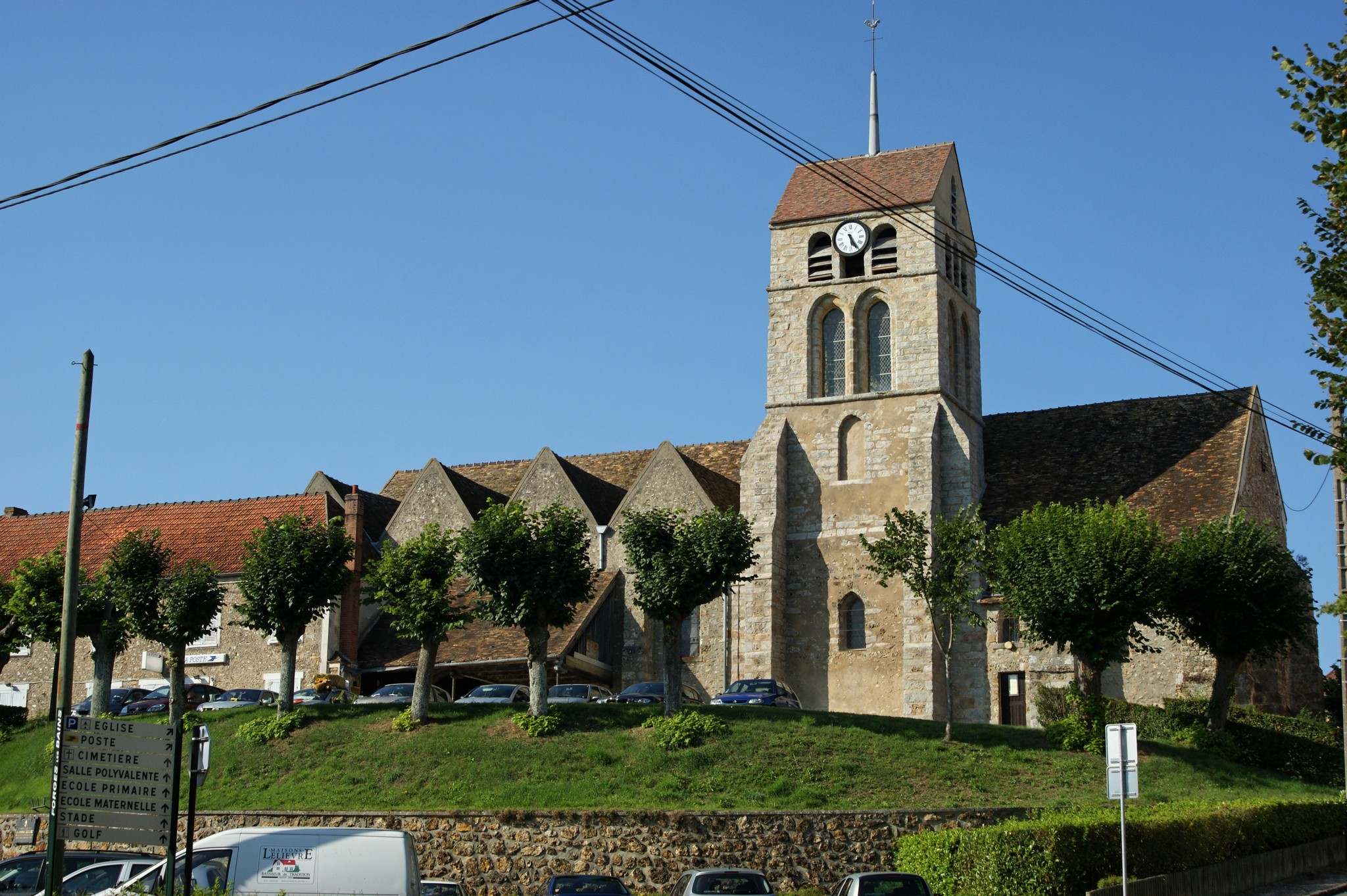
L'église Notre-Dame-de-l'Assomption-de-la-Très-Sainte-Vierge de Forges-les-Bains

## Pour approfondir

## Sources
1. ↑  « Carte du découpage en secteurs sur le site du diocèse. »(Archive.org • Wikiwix • Archive.is • Google • Que faire ?) Consulté le 10/08/2010.